# Линия Бейкерлоо
Линия «Бейкерлоо» (Бейкерлу; англ. Bakerloo line) — седьмая по счёту линия Лондонского метрополитена. Через Вест-Энд она связывает центр города с северо-западными районами. На схемах обозначается коричневым цветом. Линия насчитывает 25 станций, из которых 15 подземных. Подземные участки проходят по тоннелям глубокого заложения. Своё имя линия получила при слиянии названий двух крупных станций, через которые она проходит: «Бейкер-стрит» и «Ватерлоо». По годовому пассажиропотоку Бейкерлоо занимает девятое место среди линий лондонского метрополитена: годовой пассажиропоток на линии в среднем составляет 111 млн. человек.
Наземный участок от станции «Королевский парк» (англ. Queen's Park) проходит параллельно железной дороге Уэст-Кост — главной железнодорожной магистрали Великобритании, связывающей Лондон с Глазго и Эдинбургом.

## История

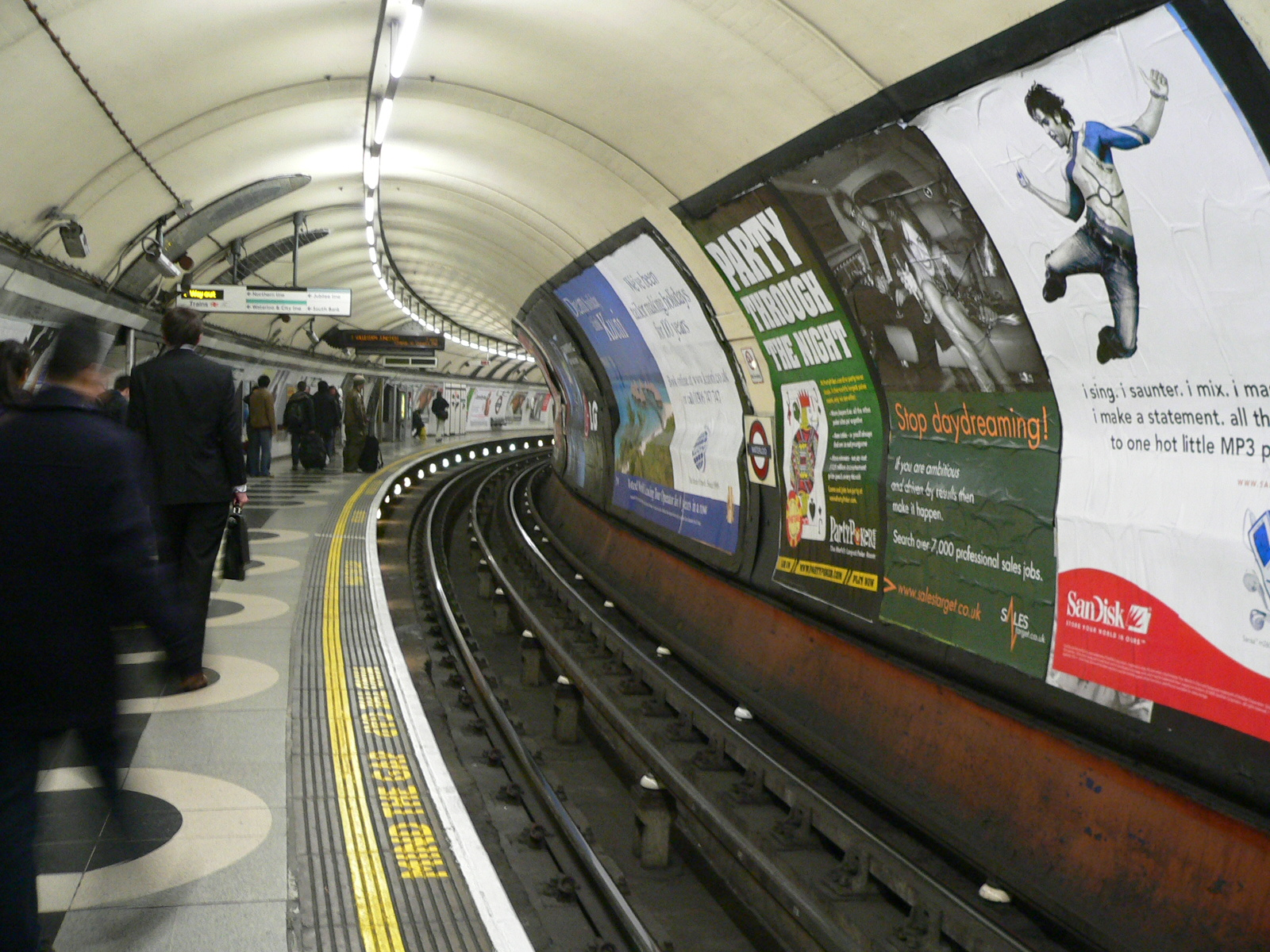
Станция Ватерлоо

Строительством занималась сначала компания Уитакера Райта, затем компания «Underground Electric Railways Company of London» (UERL). Фактически работы велись на протяжении пяти с половиной лет. Строительство началось в июне 1898 года, но в 1904 году в связи с прекращением финансирования было приостановлено на 18 месяцев. Проблемы начались, когда главного финансиста проекта — Уитакера Райта обвинили в мошенничестве. Во время объявления приговора он покончил с собой. Спустя полтора года работы были возобновлены, и велись при поддержке UERL и Чарлза Йеркса. Открытие линии «Бейкер-стрит-энд-Ватерлоо» (первоначальное название) состоялось 10 марта 1906 года. Тогда она проходила между станциями «Бейкер-стрит» и «Северный Ламбет». Спустя пять месяцев, 5 августа линия была продлена на юг до станции «Элефант-энд-Касл» (англ. Elephant & Castle [kɑːsəl]). Сокращённое название от «Бейкер-стрит-энд-Ватерлоо» — «Бейкерлоо» — стало быстро распространяться, и в июле 1906 года оно было принято в качестве официального названия линии, полностью вытеснив изначальное.
В 1913 году линия была продлена на запад до станций «Эджвер-роуд» и «Паддингтон».
В 1915 году линия «Бейкерлоо» от вокзала «Паддингтон» была продлена до станции «Королевский парк» (англ. Queen's Park), где она выходит на поверхность. Позже поезда линии «Бейкерлоо» по Лондонской Северо-Западной железной дороге стали ходить до Уотфорда — западного пригорода Лондона (в настоящее время конечной станцией является «Харроу-энд-Уэлдстон»).
В 1939 году в рамках «New Works Programme» (инвестиционная программа по продлению и реконструкции линий) на линии «Бейкерлоо» были построены станции «Суисс Ко́ттедж» и «Сент-Джонс-Вуд». В 1979 году эти станции были переданы новой Юбилейной линии.
10 марта 2006 года, когда линии «Бейкерлоо» исполнилось ровно 100 лет, к юбилейному событию были организованы различные праздничные мероприятия, в частности, большое костюмированное представление на самой линии.

## Подвижной состав

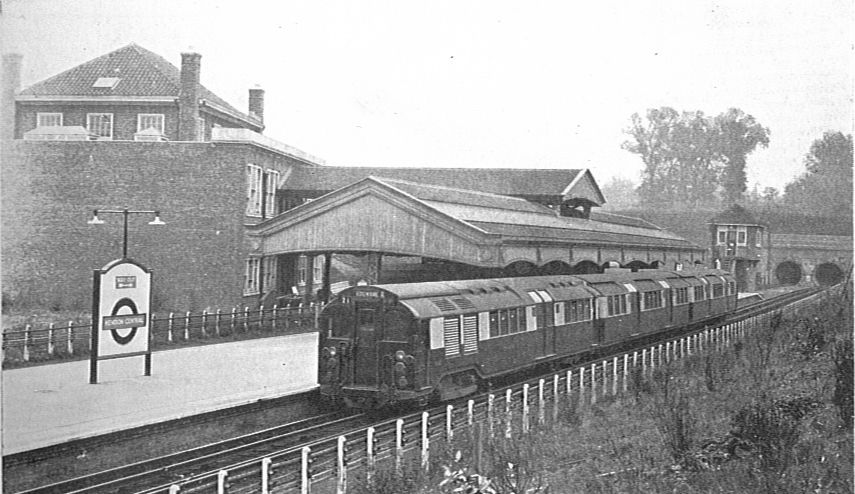
Состав серии «стандарт»

На момент открытия на линии эксплуатировались электропоезда серии 1906 (серия обозначает год, в который данная модель была сконструирована), после продления на линии были дополнительно введены составы серии 1914 (всего 12 вагонов). К моменту продления линии на север от станции «Королевский парк» (англ. Queen's Park) на заводе «Metro Cammell» в Бирмингеме было произведено 72 вагона серии Уотфорд Джоинт. Однако они развивали небольшую скорость, не были оборудованы пневматическими приводами дверей и в эксплуатации показали себя ненадёжными, поэтому вскоре были заменены на составы серии «стандарт». До 1986 года на линии эксплуатировались поезда серий 1938, 1949, 1959. В настоящее время на линии «Бейкерлоо» эксплуатируются только составы серии 1972.

## Станции
| Станция                                                 | Изображение | Открыта    | Примечания |
| ------------------------------------------------------- | ----------- | ---------- | --- |
| Харроу-энд-Уэлдстон · (англ. Harrow & Wealdstone)       |             | 16.04.1917 | Переход на London Overground и National rail. Была закрыта с 24 сентября 1982 по 4 июня 1984 года.                                                 |
| Кентон (англ. Kenton)                                   |             | 16.04.1917 | Была закрыта с 24 сентября 1982 по 4 июня 1984 года.                                                                                               |
| Южный Кентон (англ. South Kenton)                       |             | 03.07.1933 | Была закрыта с 24 сентября 1982 по 4 июня 1984 года.                                                                                               |
| Северный Уэмбли (англ. North Wembley)                   |             | 16.04.1917 | Была закрыта с 24 сентября 1982 по 4 июня 1984 года.                                                                                               |
| Центральный Уэмбли · (англ. Wembley Central)            |             | 16.04.1917 | Переход на National rail. Открыта как Wembley Central for Sudbury; переименована 5 июля 1948. Была закрыта с 24 сентября 1982 по 4 июня 1984 года. |
| Стоунбридж-парк (англ. Stonebridge Park)                |             | 01.08.1917 | — |
| Харлесден (англ.) Harlesden                             |             | 16.04.1917 | — |
| Вилсден-Джанкшен · (англ. Willesden Junction)           |             | 10.05.1915 | Переход на London Overground. |
| Кенсал-грин (англ. Kensal Green)                        |             | 01.10.1916 | — |
| Королевский парк (англ. Queen's Park)                   |             | 11.02.1915 | Переход на London Overground и National rail. |
| Килберн-парк (англ. Kilburn Park)                       |             | 31.01.1915 | — |
| Мэйде-Вейл (англ. Maida Vale)                           |             | 06.06.1915 | — |
| Ворик-авеню (англ. Warwick Avenue)                      |             | 31.01.1915 | — |
| Паддингтон · (англ. Paddington) ( К поездам в «Хитроу») |             | 01.12.1913 | Переход на Хаммерсмит-энд-Сити, Дистрикт и Кольцевую линию метро, TfL rail и National rail.                                                        |
| Эджвер-роуд (англ. Edgware Road)                        |             | 15.06.1907 | — |
| Марлибон (англ. Marylebone)                             |             | 27.03.1907 | Переход на National rail. Открыта как Great Central; переименована 15 апреля 1917 года.                                                            |
| Бейкер-стрит (англ. Baker Street)                       |             | 10.03.1906 | Переход на линию «Метрополитен», Хаммерсмит-энд-Сити, Юбилейную и Кольцевую линию.                                                                 |
| Риджентс-парк (англ. Regent’s Park)                     |             | 10.03.1906 | — |
| Оксфордская площадь (англ. Oxford Circus)               |             | 10.03.1906 | Переход на линию «Виктория» и Центральную линию.                                                                                                   |
| Площадь Пикадилли (англ. Piccadilly Circus)             |             | 10.03.1906 | Переход на линию «Пикадилли». |
| Чаринг-Кросс (англ. Charing Cross)                      |             | 10.03.1906 | Переход на Северную линию и National rail. Открыта как «Трафальгарская площадь», переименована 1 мая 1979 года.                                    |
| Эмбанкмент (англ. Embankment)                           |             | 10.03.1906 | Переход на линию «Дистрикт», Северную и Кольцевую линию. Открыта как «Чаринг-Кросс»; переименована 12 сентября 1976 года.                          |
| Ватерлоо (англ. Waterloo)                               |             | 10.03.1906 | Connects with Jubilee, Northern and Waterloo & City lines and National rail services.                                                              |
| Северный Ламбет (англ. Lambeth North)                   |             | 10.03.1906 | Opened as Kennington Road; renamed Westminster Bridge Road 5 August 1906, renamed Lambeth North 15 April 1917.                                     |
| Элефант-энд-Касл (англ. Elephant & Castle)              |             | 05.08.1906 | Connects with Northern line and National rail services.                                                                                            |

## В культуре
Линия Бейкерлоо воссоздана в компьютерной игре Train Sim World 2 с присутствием поездов 1938 Stock и 1972 Stock.